# Smartavia

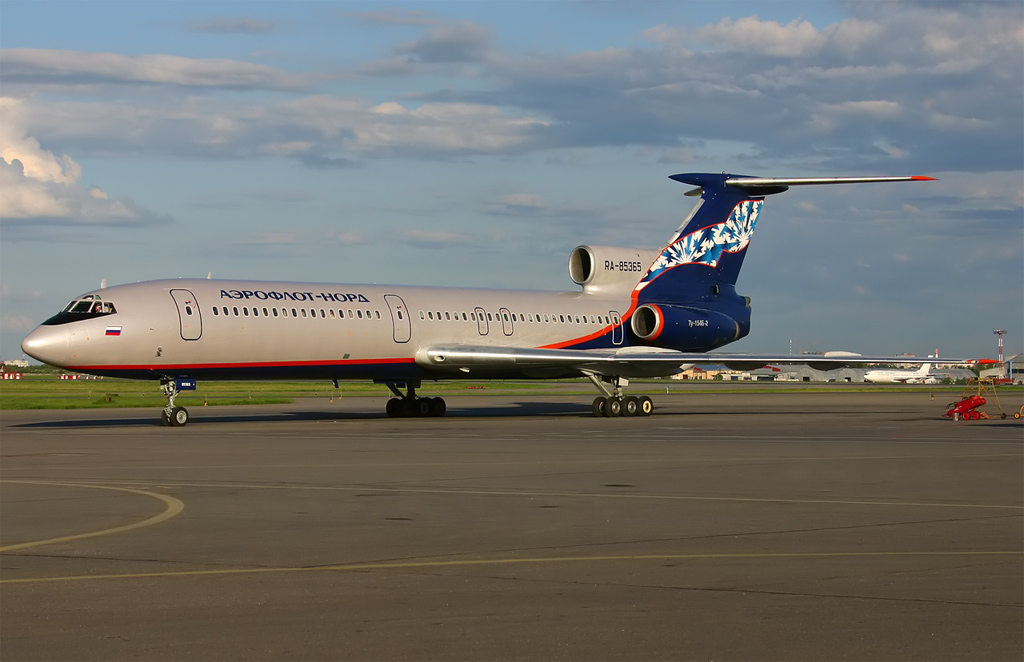
Tu-154B-2 w barwach linii Aerofłot-Nord

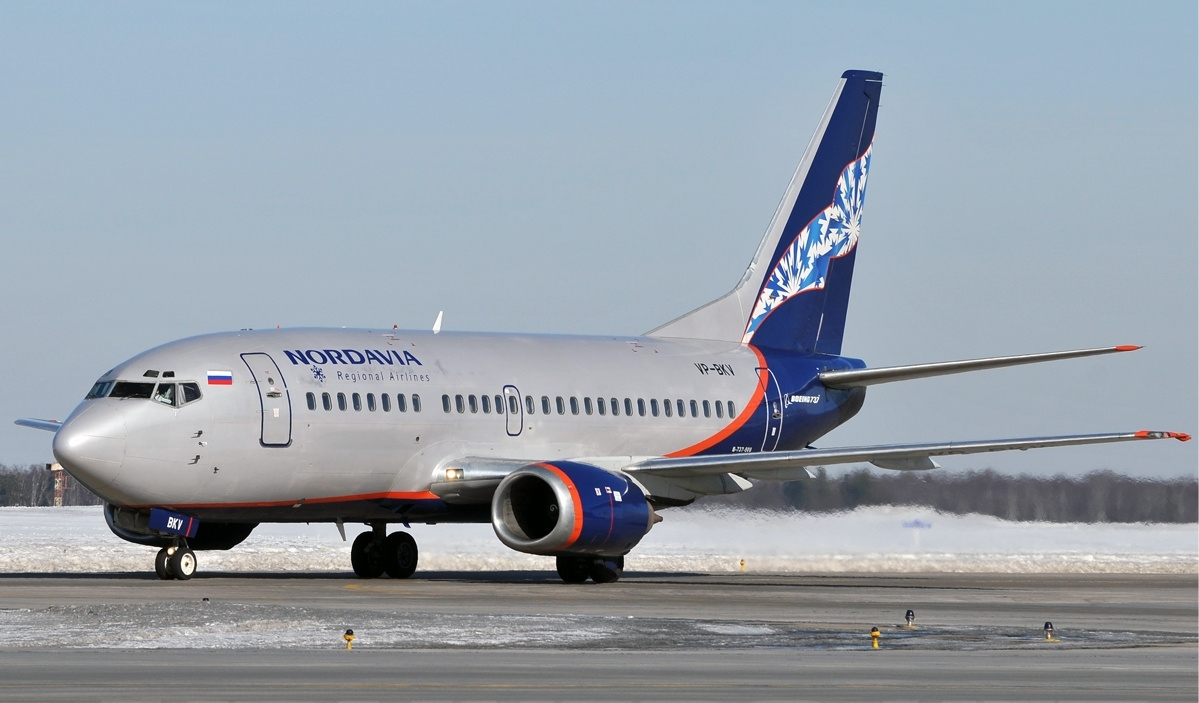
Boeing 737-500 w barwach linii Nordavia

Smartavia (ros. Смартавиа, do 2019 roku Nordavia, ros. Нордавиа, wcześniej Aerofłot-Nord, ros. Аэрофлот-Норд) – rosyjskie linie lotnicze z siedzibą w Archangielsku, powstałe w 2004 roku z przekształcenia linii AVL Airlines. W latach 2004–2009 były częścią holdingu Aerofłot.

## Historia
Linie zostały założone w 1963 roku jako Archangielska Eskadra Lotnicza, która wchodziła w skład Wojskowych Sił Powietrznych. W 1991 roku jednostka w wyniku przebranżawiania stała się cywilną linią lotniczą obsługującą loty regionalne i zmieniła nazwę na AVL Airlines. W 2004 roku Aerofłot wykupił 51% udziałów w firmie i zmienił nazwę na Aerofłot-Nord. Po katastrofie lotu 821 w 2008 roku, linia zaczęła mieć problemy finansowe, więc rok później Aerofłot zerwał umowę z AVL. Od 2009 roku linie operowały pod nazwą Nordavia. W marcu 2011 roku linie zostały sprzedana firmie MMC Norilsk Nickel, która połączyła ich operacje z NordStar Airlines. Od tamtej chwili były to linie partnerskie a samoloty Nordavii obsługiwały niektóre połączenia NordStar Airlines. W 2019 roku linie zmieniły nazwę na Smartawia.

## Flota
Flota linii Smartavia w dniu 18 kwietnia 2020 roku: 
| Model          | Ilość | Zamówienia |
| -------------- | ----- | ---------- |
| Boeing 737-500 | 6     | 0          |
| Boeing 737-700 | 3     | 1          |
| Boeing 737-800 | 5     | 0          |

W poprzednich latach linie miały na wyposażeniu maszyny An-24, An-26, Tu-134, Tu-154 i Boeing 737-300. 

## Katastrofy
- 14 września 2008 Katastrofa lotu Aerofłot 821 samolot Boeing 737-500 (typ 737-505) VP-BKO należący do Aerofłot-Nord, lecąc w służbie linii Aerofłot, rozbił się w okolicach Perm. Zginęli wszyscy na pokładzie - 88 osób.